# Convoluta kikaiensis
Convoluta kikaiensis är en plattmaskart som beskrevs av Yamasu 1982. Convoluta kikaiensis ingår i släktet Convoluta och familjen Convolutidae. Inga underarter finns listade i Catalogue of Life.